# Cloves Marques
Cloves Marques da Silva (Delmiro Gouveia , 10 de setembro de 1944 — Recife, 3 de fevereiro de 2021) foi um engenheiro, poeta, contista e fotógrafo brasileiro.
Alagoano de nascimento, residiu no Recife por 4 décadas, exercendo a profissão de engenheiro civil, atuando na Companhia Hidrelétrica do São Francisco.
Poeta, especializou-se em haicais.
Outro de seus pendores era a fotografia.

## Livros publicados
- Pra não morrer de amor (1990);
- É eterno, mas é preciso (1994);
- Crônicas do encontro [4] (1994);
- Umareru - instantâneos de Natal (2001);
- Haicai do Recife (2002);
- Sextina do São Francisco e outras (2003);
- Máscara em haicai (2005);
- 365 haicais de sol e chuva (2006);
- Tankas de amor amado[5] (2006);
- Noturno - Tankas da madrugada (2014)[7].

## Prêmios literários
- Menção Honrosa no Prêmio Eugênio Coimbra Júnior do Conselho Municipal de Cultura do Recife, 2005, com 365 haicais de sol e chuva;
- Menção honrosa no Prêmio Edmir Domingues de Poesia, da Academia Pernambucana de Letras, 2005, com 365 haicais de sol e chuva[1].

## Entidades literárias
- Academia de Letras e Artes do Nordeste - cadeira 10[2][nota 2]
- Academia Recifense de Letras[2]
- União Brasileira de Escritores - Seção Pernambuco
- Academia de Artes e Letras de Pernambuco - Cadeira 18